# Bengálská kočka
Bengálská kočka patří mezi plemena kočky domácí. Toto plemeno připomíná divokou kočkovitou šelmu druhu kočka bengálská svým vzhledem, nikoliv povahou. 
Plemeno je uznáno většinou velkých chovatelských organizací (např. TICA, FIFe). Výjimkou je převážně severoamerická CFA, která neuznává hybridní plemena.

## Historie
Bengálská kočka vznikla zkřížením kočky domácí a divoké kočky bengálské. O první šlechtění tohoto plemene se pokusili američtí genetikové ve 20. stol, a to proto, že u divokých koček byla zjištěna nepřítomnost genu kočičí leukemie. I přes jejich snahu se jim však křížení nedařilo, kocouři byli neplodní a koťata prvního vrhu se nedala ochočit.
V roce 1963 se o další pokus zkřížení tohoto plemene a vyšlechtění bengálské kočky pokusila Američanka Jean Mill, zvolila metodu křížení divokých koček (samiček) s domestikovanými kocoury. Přese všechny problémy byla čtvrtá generace původních koček uznána některými asociacemi a i největší evropská felinologická asociace FIFe bengálské kočky uznala v roce 1998.
Do České republiky bylo toto plemeno dovezeno až v roce 1994 a je i nadále velmi vzácné. Ať už pro svůj původ, divoký vzhled nebo cenu koťat, která se pohybuje od cca 20 do 40 tisíc Kč.
Ještě dnes se pro svou specifickou imunitu vůči kočičí leukémii zkoumají jedinci v národním institutu pro výzkum rakoviny.

## Vzhled a stavba těla
Bengálské kočky mohou vážit až 10 kg. Jejich tělo je mohutné, svalnaté s těžkými kostmi. Tvar jejich těla je aerodynamický:
Trup je velký a svalnatý. Hlava poměrně malá, oblá a charakteristická pro toto plemeno svým divokým vzhledem. Na obličeji má značení, uši jsou spíše malé se zaoblenými boltci, čenich široký. Velmi výrazné jsou také její velké oči zelené či zlaté barvy mandlového tvaru. Na břichu má černé tečky. Ocas je střední délky, na konci vždy černě zbarvený. Zadní nohy jsou delší a silnější než přední, je to jedna z věcí, co jim zbyla po divoké kočce bengálské a dodává jim sílu a rychlost.

### Barevné varianty

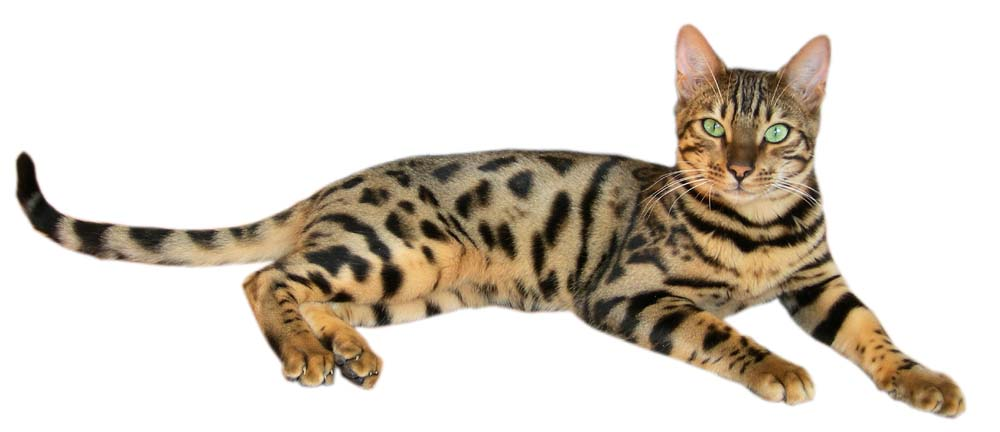
Bengálska kočka, ve variantě brown tabby

- Brown tabby – black marbled/spotted – černě mramorovaná/tečkovaná (rozetová)
- Seal sepia - sépiová tečkovaná/mramorovaná (rozetová)
- Snow - sněžná mramorovaná/tečkovaná (rozetová)
- Seal mink – norčí mramorovaná/tečkovaná (rozetová)
- Silver - bílá až tmavě ocelová, rozety a tečky jsou šedé až uhlově černé, oči zelené nebo zlaté

Žádoucí znak na srsti je tzv. glitter – zlatavý odlesk srsti.

## Povaha
I když se bengálská kočka velmi podobá divoké kočce bengálské, její povaha není agresivní či divoká, spíše aktivní a temperamentní. Mají velmi silný mateřský a lovecký pud, proto není překvapením, že nejlepší hrou je pro ně lov. Snesou se i s jinými kočkami nebo psy, s hlodavci či ptáky se soužití nedoporučuje, přece jen je to šelma. Tyto kočky vyžadují pozornost a dají se i vycvičit, proto se toto plemeno doporučuje zkušeným chovatelům. Nedoporučuje se lidem, kteří oceňují klid a nejsou příliš aktivní. Potřebují pozornost, větší prostor a velký škrábací kůl. 
Bengálská kočka nevydává zvuk jako obyčejná kočka domácí. Namísto mňoukání vydává syčivý zvuk podobný krajtě královské. Také jako jedna z mála koček má bengálská kočka ráda vodu.

## Nemoci
Toto plemeno se považuje za jedinečné díky imunitě vůči kočičí leukémii. Jinak netrpí dědičnými vadami, ale může se objevit oční zákal nebo srdeční problémy, vše záleží na prostředí, ve kterém byly kočky odchovány a na rodičích kotěte.
Doporučené a vhodné je testovat jedince minimálně na HCM a PKD (onemocnění srdce a ledvin). 